# 悔悟節のための4つのモテット
『悔悟節のための4つのモテット』（Quatre motets pour un temps de pénitence） FP 97は、フランシス・プーランクが1938年から1939年にかけて作曲した4曲の宗教的モテット。痛悔のためのラテン語のテクストを用いて書かれており、無伴奏混声合唱のための楽曲となっている。

## 概要
プーランクは1936年に初めて宗教音楽へ意識を戻して『黒い聖母像への連禱』 FP 82を作曲、翌1937年には続けてミサ曲 ト長調を書き上げた。続いて4曲のモテットが、それぞれ異なる時期に作曲された。プーランクは次のように述べている。「ミヨーの素晴らしい『平和のカンタータ』と『2つの都市』の初演（中略）に出席していた間に（中略）自分のモテット集のまさにその着想が浮かんできた（中略）まるでマンテーニャの絵画のように生き生きと、そして悲劇的に。」第1曲の「Timor et tremor」は最後に書かれており、1939年1月にノワゼで完成されてマイエ司祭へ献呈された。同地では1938年12月に第2曲「Vinea mea electa」の作曲も行われ、これはイヴォンヌ・グーヴェルネへ献呈されている。第3曲「Tenebrae factae sunt」が作曲順では最初にあたり、同じ場所で7月に完成されるとナディア・ブーランジェへ捧げられた。第4曲「Tristis est anima mea」は1938年11月にパリで書かれ、エルネスト・ブールモークに献呈された。ア・カペラの混声合唱のためのモテットであるが、声部は時にそれ以上に分割される。
初演はクロワ・ドゥ・ボワ少年合唱団により、1939年2月にパリで行われたものと思われる。クロード・シャンフレー（Claude Chamfray）の伝えるところによると、受難週のうちに複数の教会で再演されたという。

## 楽曲構成
4曲のモテットの構成は以下の通り。
1. 恐れとおののき、われを襲い （Timor et tremor）
2. 選ばれしわがぶどうの木 （Vinea mea electa）
3. 辺りは闇となった （Tenebrae factae sunt）
4. わが心は悲しむ （Tristis est anima mea）

第1曲の「Timor et tremor」は詩篇54篇と30篇から韻文を合わせたものであり、オルランド・ディ・ラッソも同じテクストでモテットを作曲している。他の3つのモテットは受難週のレスポンソリウム（応唱）に基づいている。「Vinea mea electa」は聖金曜日の早課への応唱、「Tenebrae factae sunt」は聖土曜日の早課への応唱、「Tristis est anima mea」は聖木曜日の早課への応唱である。
演奏時間は約13分。